# Apsilochorema kinabalu
Apsilochorema kinabalu is een schietmot uit de familie Hydrobiosidae. De soort komt voor in het Oriëntaals gebied.